# Gellért Albert
Gellért Albert (Póka, 1894. február 5. – Szeged, 1967. október 6.) orvos, anatómus, egyetemi tanár, az orvostudományok kandidátusa (1952). A Bonctani, valamint a Szövet- és Fejlődéstani Intézet igazgatója, a Magyar Népköztársasági Érdemrend V. fokozata, a Munka Érdemrend arany fokozata kitüntetések tulajdonosa, az Oktatásügy Kiváló Dolgozója, a Szegedi Tudományegyetem Orvostudományi karának 1942/43. és 1949/50. tanévi-, az Orvostudományi Egyetem Általános Orvosi Karának 1958/59. és 1959/60. tanévi dékánja, a Magyar Anatomusok, Histológusok és Embryológusok Társaságának vezetőségi tagja, az Association des Anatomistes rendes tagja, valamint számos más bel- és külföldi  tudományos társaság tagja.

## Életpályája
Egyetemi tanulmányait a kolozsvári, majd a Szegedi Egyetem orvostudományi karán végezte el. 1921-től a Szegedi Egyetem bonctani, szövet- és fejlődéstani intézetében dolgozott. 1933-ban Párizsban, 1934-ben Grazban és 1939-ben Bécsben anatómiai intézetekben dolgozott. 1936-tól egyetemi magántanár, valamint nyilvános rendkívüli tanár volt. 1940-től nyilvános rendes, majd 1967-ig tanszékvezető egyetemi tanár volt. 1942–1943 között, valamint 1949–1950 között és 1958–1960 között az orvostudományi kar dékánja volt.

### Munkássága
Több tudományos társaság, így a Magyar Anatomusok, Histológusok és Embryológusok (1966-tól), az Assotiation des Anatomistes (1932-től) tagja volt. Fő kutatási területe az anatómia és szövettan különböző területeit ölelte fel. Foglalkozott csont- és zsigertani, összehasonlító anatómiai, makro- és mikrotechnikai kérdésekkel. Fontos eredménye a paraffinos anatómiai készítmények kidolgozása. Világviszonylatban is elismert anatómiai múzeumi gyűjteményt létesített. Több tudományos közleménye jelent meg hazai és külföldi szaklapokban.

## Családja
Szülei: Gellért Albert és Németh Karolina voltak. 1952-ben, Budapesten házasságot kötött Kovács Ilonával.
Sírja Szegeden, a Belvárosi temetőben található.

## Művei
- Az emberi csontok térfogatarányai és porosítás viszonyai tíz egyén csontvázán (1930)
- A májvisszerek összenyílási szögei és azok klinikai jelentősége (1931)
- Vizsgálatok a madárszem fésűszervén (1933)
- Az agyidegek szerkezete eredésüknél (1934)
- A fésűszerv vérkeringése (1934)
- A könnymirigy beidegzése (1934)
- Paraffinozott anatómiai készítmények előállítása (1935)
- Rendszeres bonctan (1939, 1941, 1951, 1967, 1969)
- A ganglion cavernosum praeganglionaris rostjai (1942)
- A spinalis ducok interganglionaris kapcsolatai (1953)
- Adatok a váll- és medenceöv izomzatának térfogatos eloszlásához (1956)
- A nervus glossopharyngeus idegsejtjei és mikroszkópos dúcai (1958)
- Összehasonlító szövettani vizsgálatok a nyirokerek falszerkezetére vonatkozóan (1959)
- Adatok a sima izomsejtek vegetatív beidegzésének kérdéséhez (1960)
- Anwendung der Paraffintechnik bei der Herstellung anatomischer Präparate (posztumusz, Studia Medica Szegediensis, VIII.)

## Díjai[6]
- Magyar Népköztársasági Érdemrend (1952)
- Munka Érdemrend arany fokozata (1964)
- Oktatásügy Kiváló Dolgozója (1965)

## Emlékezete
- 1968-ban Tóth Sándor megalkotta Gellért Albert emléktábláját, amely Szegeden, a Kossuth Lajos sgt. 40. alatt található.[7]